# Víktor Wagner
Víktor Vladímirovitx Wagner, a vegades transliterat Vagner, va ser un matemàtic soviètic.
Wagner es va graduar el 1927 com mestre a l'Escola Pedagògica de Balaixov. Els anys següents va ser educador en un orfenat ia una escola de camperols, mentre estudiava matemàtiques pel seu compte. El 1930 va superar l'examen d'oient i va obtenir el graduat a la universitat Estatal de Moscou. Entre 1932 i 1935 va seguir estudis de matemàtiques i física a la universitat de Moscou, en la qual va presentar la seva tesi doctoral el 1935 sobre varietats holonómiques, sota la direcció de Veniamín Kàgan. Els seus resultats eren tan profunds que li va ser concedida la Medalla Lobatxevski per aquest treball. Des de 1935 va ser professor de la universitat de Saràtov fins al 1978 en que es va retirar. Va morir sobtadament el 1981, mentre viatjava en tren de Berlín a Moscou, a la ciutat de Brest (avui a Belarús).
Wagner va publicar un centenar d'articles científics en el camp de l'àlgebra i geometria. Alguns d'ells van tenir un paper important en el desenvolupament de la teoria de la dinàmica de sistemes mecànics amb restriccions no holonòmiques.